# Buttress Nunatak
Buttress Nunatak är en nunatak i Antarktis. Den ligger i Östantarktis. Nya Zeeland gör anspråk på området. Toppen på Buttress Nunatak är 1 619 meter över havet.
Terrängen runt Buttress Nunatak är huvudsakligen kuperad, men österut är den bergig. Trakten är obefolkad. Det finns inga samhällen i närheten. 